# Разтворител
Разтворител е вещество или смес, която има свойството да разтваря други вещества или смеси, като образува с тях еднородни системи. За системите „течност – газ“ и „течност – твърдо вещество“ е прието разтворител да се нарича компонента, който в дадените условия е течната фаза, а при системите „течност – течност“ и „твърдо вещество – твърдо вещество“ – компонентът, който е в по-голямо количество.

## Класификация
| Клас | Диелектрична проницаемост | Кисели свойства | Основни свойства | Примери                             |
| ---- | ------------------------- | --------------- | ---------------- | ----------------------------------- |
| 1    | +                         | +               | +                | вода, метанол                       |
| 2    | +                         | +               | -                | сярна киселина                      |
| 3    | +                         | -               | +                | течен амонияк, диметилсулфоксид     |
| 4    | +                         | -               | -                | ацетонитрил                         |
| 5    | -                         | +               | +                | тертбутанол                         |
| 6    | -                         | +               | -                | оцетна киселина                     |
| 7    | -                         | -               | +                | пиридин, диоксан                    |
| 8    | -                         | -               | -                | бензен, хлороформ, тетрахлорометан. |